# Consist
Consist Software é uma empresa brasileira parte do grupo Consist, de tecnologia da informação (TI) responsável pela gestão de crédito consignado a servidores públicos federais. O grupo Consist foi fundado em 1972.
A Consist é uma provedora de programas aplicativos para mainframe IBM System z, com tradição na Argentina, Brasil, México, Chile, Paraguai, Uruguai e Colômbia.  Também está presente na Espanha, Alemanha, Portugal e Israel.  A partir do acordo com a IBM, pretende expandir sua operação para os Estados Unidos, Canadá, Austrália, Reino Unido, Japão e África do Sul.

## Contratos com o Governo Federal
A Polícia Federal investiga desvio de até R$ 52 milhões em contratos do Ministério do Planejamento. Empresas do Grupo Consist Software, que assinaram contratos sem licitação com a pasta, repassaram o valor a operadores da Lava Jato. A empresa recebeu R$ 63 milhões da administração direta do governo federal nos últimos anos. O levantamento é com base no que o poder executivo repassou para as empresas do grupo consist entre 2004 e 2015.

## Corrupção da Petrobras
Milton Pascowitch relatou, em acordo de delação premiada, ter intermediado a transferência subreptícia de valores da empresa Consist Software, com nome posteriormente alterado para SWR Informática, para o Partido dos Trabalhadores, por solicitação de João Vaccari Neto.  Para isto teriam sido celebrados contratos simulados de consultoria entre a Jamp Engenheiros e Consist, de cerca de R$ 15 milhões. Os contatos com a Consist se dariam com o presidente da empresa, Pablo Alejandro Kipersmit, e com o diretor jurídico Valter Silverio Pereira. Os repasses de cerca de R$ 12 milhões teriam sido feitos em espécie.
Em relação ao recebimento de valores de propina da Consist, Milton Pascowitch apresentou contrato de consultoria celebrado pela empresa com a Jamp Engenheiros, no montante de R$ 1.376.496,40, com repasses entre fevereiro de 2011 a abril de 2012 de R$ 3.411.290,00. Milton também apresentou as notas fiscais que teriam sido emitidas por ela e pela SWR Informática.

## Prisão do presidente
Em agosto de 2015, o presidente da Consist, Pablo Alejandro Kipersmit, foi preso temporariamente na Operação Lava Jato, na fase batizada de Operação Pixuleco II.